# Црква Свете Тројице у Мршинцима
Црква Свете Тројице у Мршинцима, насељеном месту Града Чачка, припада Епархији жичкој Српске православне цркве, Црквеној општини Заблаће.
Основа храма је у облику издуженог триконхоса, са куполама изнад припрате и наоса. Фасада цркве богато је расчлањена, обојена у бело и ружичасто.
Портал храма украшен је мозаиком с старозаветном представом Свете Тројице и дуборезним иконама Богородице и Христа.